# Ten Modern Commandments
Ten Modern Commandments is een Amerikaanse dramafilm uit 1927 onder regie van Dorothy Arzner. Destijds werd de film in Nederland uitgebracht onder de titel De tien moderne geboden. De film is wellicht zoekgeraakt.

## Verhaal
Kitty O'Day werkt als dienstmeisje in het pension van haar tante. Daar wordt ze verliefd op de componist Tod Gilbert. Hij wil graag een nummer schrijven voor de zangeres Sharon Lee, maar hij kan haar impresario George Disbrow maar niet overtuigen. Kitty besluit daarom zelf contact op te nemen met Disbrow.

## Rolverdeling
| Acteur           | Personage      |
| ---------------- | -------------- |
| Esther Ralston   | Kitty O'Day    |
| Neil Hamilton    | Tod Gilbert    |
| Arthur Hoyt      | George Disbrow |
| Jocelyn Lee      | Sharon Lee     |
| El Brendel       | Shapiro        |
| Roscoe Karns     | Benny Burnaway |
| Romaine Fielding | Zeno           |
| Maude Truax      | Tante Ruby     |
| Rose Burdick     | Belle          |